# Pontonboot

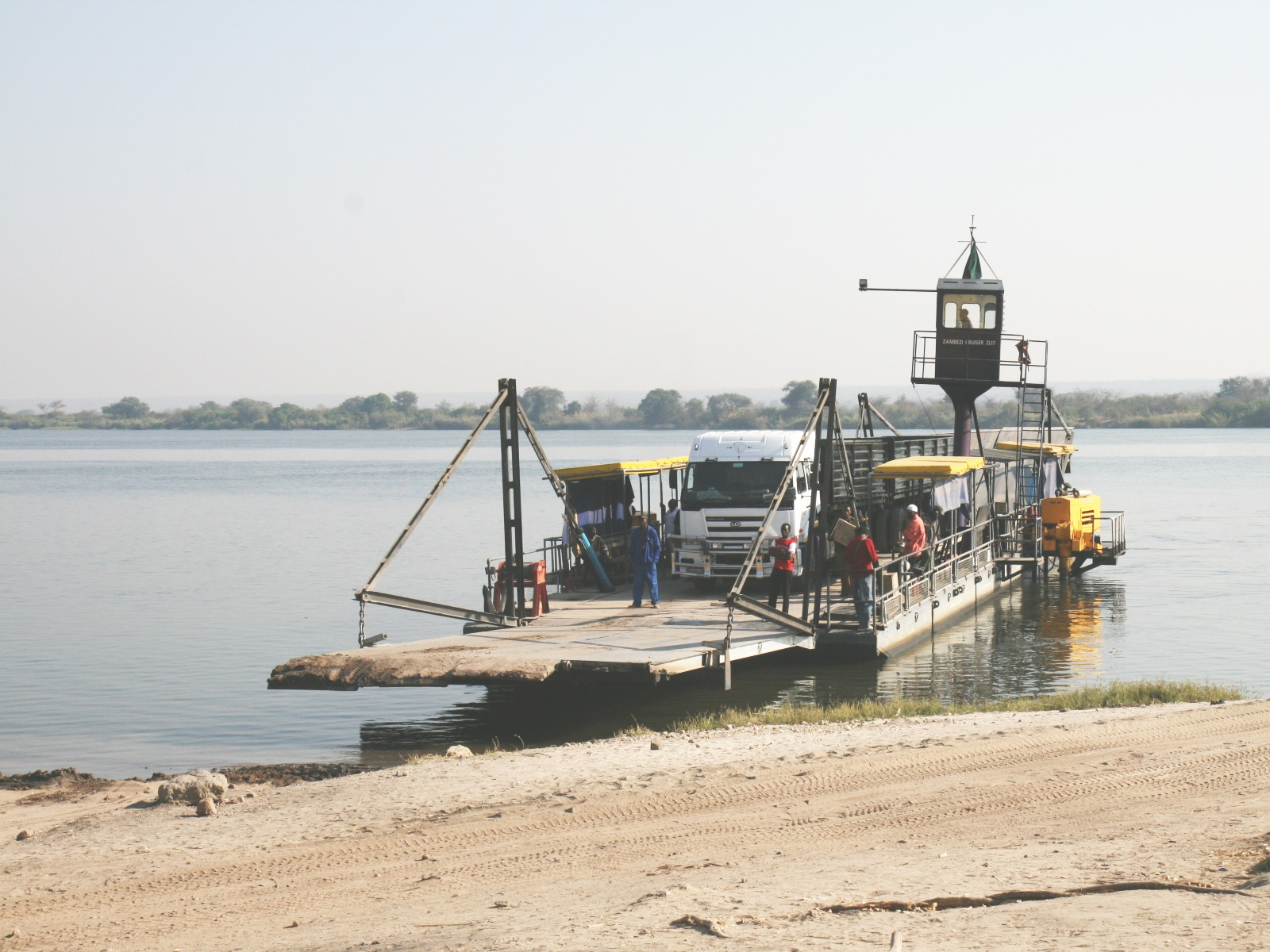
Ein Pontonboot als Fähre

Als Pontonboot bezeichnet man eine Bootskonstruktion, welche mit mindestens zwei Schwimmkörperreihen ausgestattet ist. Diese Schwimmkörper können aus Stahl, Aluminium und auch aus Kunststoff (PE) bestehen.
Es werden auch Pontonboote mit drei und vier Reihen angeboten. Pontonboote werden vorrangig auf Binnengewässern eingesetzt und liegen ruhiger im Wasser als herkömmliche Boote. Pontonboote bieten ein ebenes Deck mit maximaler Platzausnutzung.
Schwimmkörper aus Aluminium haben den Nachteil, dass diese Metalle unter gewissen Umständen mit dem Wasser reagieren. Dies kann insbesondere in chemisch belasteten Gewässern passieren. Im Ergebnis dieser Reaktion kommt es zu Lochfraß, und Ermüdungsbrüche können auftreten. Nur sehr hochwertige Legierungen wirken entgegen und sind dementsprechend kostenintensiv.
Schwimmkörper aus Kunststoff leiden nicht unter diesen Problemen, diese sind gegenüber den meisten Säuren, Ölen und Kraftstoffen widerstandsfähig. Hersteller von Pontonbooten mit Aluminium-Schwimmkörpern finden sich vorrangig in den USA, Pontonboote mit Kunststoffschwimmkörper werden seit 2004 in Deutschland hergestellt.
Auch lassen sich auf Pontonboote alle möglichen Aufbauten aufbringen. Pontonboote haben verschiedene Einsatzmöglichkeiten: Arbeitsboote, Hausboote (auch in Kombination mit Campingfahrzeug), Freizeitboote, Anglerboote oder Partyboote.